# Klavdia Mayuchaya
Klavdia Mayuchaya (Unión Soviética, 15 de mayo de 1918-14 de octubre de 1989) fue una atleta soviética especializada en la prueba de lanzamiento de jabalina, en la que consiguió ser campeona europea en 1946.

## Carrera deportiva
En el Campeonato Europeo de Atletismo de 1946 ganó la medalla de oro en el lanzamiento de jabalina, llegando hasta los 46.25 metros que fue récord de los campeonatos, superando a su compatriota soviética Lyudmila Anokhina (plata con 45.84 metros) y a la neerlandesa Johanna Koning (bronce).